# Посольство Боливии в России

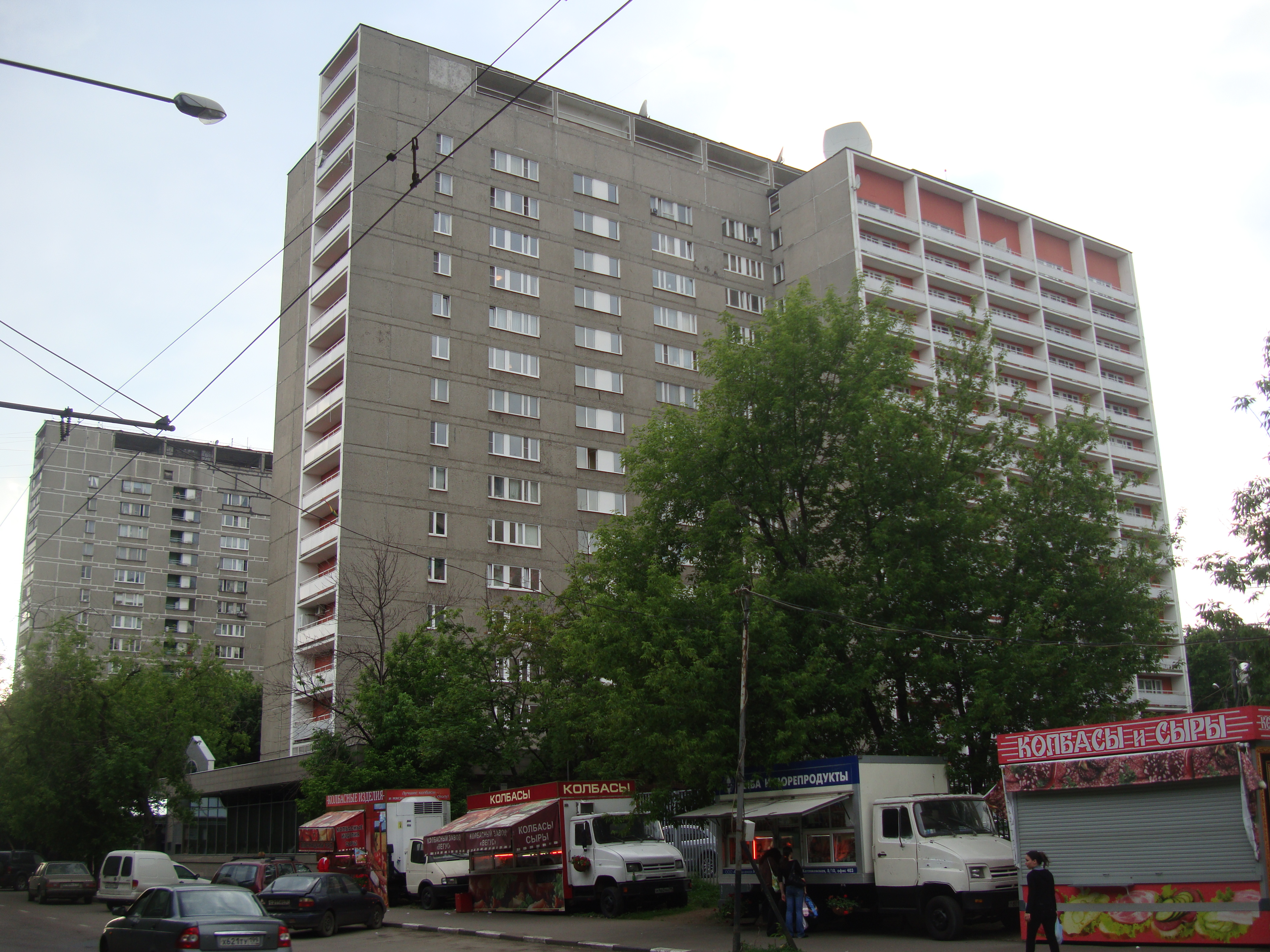
Здание, в котором расположено посольство Боливии в Москве (Серпуховской Вал, № 8).

Посольство Боливии в Российской Федерации — дипломатическая миссия Боливии в России, расположена в Москве в Даниловском районе на улице Серпуховской Вал. 
- Чрезвычайный и полномочный посол Многонационального Государства Боливия в Российской Федерации: Мария Луиса Рамос Урсагасте.

## Дипломатические отношения
Первые дипломатические контакты между Российской империей и Боливией относятся к 9 августа 1898 года, когда посланник Боливии в Париже Франсиско де Аргандонья вручил Николаю II верительные грамоты, аккредитовавшие его в качестве посланника Боливии в России. Дипломатические отношения с СССР были установлены 18 апреля 1945 года. Посольства в обеих столицах были открыты в 1969 году. Боливия признала Российскую Федерацию в качестве продолжателя СССР 27 декабря 1991 года.

## Послы Боливии в России
- Р. Веласкес Ромеро (1994—1998)
- Гонсало де Ачи Прадо (2000—2002)
- Элвис Охеда Кальюни (2003—2004), временный поверенный
- Серхио Уго Санчес Балливиан (2004—2009)
- Мария Луиса Рамос Урсагасте (2009—2015)
- Алекс Диас Мамани (2015—2018)
- Уго Вильярроэль Сенсано (2018—2021)
- Мария Луиса Рамос Урсагасте (2021—н. в.)